# Eugen Isaak Neter
Eugen Isaak Neter (geboren 29. Oktober 1876 in Gernsbach; gestorben 8. Oktober 1966 in Degania, Israel) war ein deutscher Kinderarzt.

## Leben
Neter war der Sohn des Kaufmanns Eli Neter und seiner Frau Augusta, geb. Sinauer. Nach dem Abitur in Rastatt studierte er von 1894 bis 1899 in München und Heidelberg Medizin. 1900 wurde er in Heidelberg promoviert, am 1. April dieses Jahres wurde er Assistenzarzt an einem Berliner Krankenhaus, bevor er sich ab 1903 in Mannheim als Kinderarzt niederließ. Er verfasste zahlreiche Arbeiten zur Kinderheilkunde und war Mitbegründer des Fröbelseminars für angehende Kindergärtnerinnen, wo er auch unterrichtete.
Im Ersten Weltkrieg war Neter als Stabsarzt eingesetzt, nach 1918 leitete er die Mannheimer Ortsgruppe des Reichsbundes Jüdischer Frontsoldaten. Nach der Machtergreifung der Nationalsozialisten kümmerte sich Neter vor allen Dingen um die Aus- und Weiterbildung auswanderungswilliger Jugendlicher. Bei den Novemberpogromen 1938 wurde er kurzfristig verhaftet, anschließend übernahm er den Vorsitz der jüdischen Gemeinde Mannheims. Bei der Deportation der badischen Juden in das  Camp de Gurs am 22. Oktober 1940 begleitete Neter die Mannheimer Deportierten und stand ihnen im Lager medizinisch bei. Durch seine „Mischehe“ war er von den Deportationen verschont worden.
Nach 1945 wanderte er nach Palästina aus und lebte im Kibbuz Degania.

## Schriften (Auswahl)
- Die Behandlung der Rachitis mit Nebennierensubstanz, Berlin: Karger, 1900, aus: Jahrbuch für Kinderheilkunde ; N.F. Bd. 52, zugl.: Heidelberg, Univ., Diss., 1900.
- zusammen mit Hanns Roeder: Über die Hautkrankheiten im Säuglingsalter und ihre Behandlung, Berlin: Fischer, 1904 (Berliner Klinik : Sammlung klin. Vorträge ; 189).
- Mutterpflicht und Kindesrecht: ein Mahnwort und Wegweiser, München: Gmelin [1905] (Der Arzt als Erzieher: Sammlung gemeinverständlicher ärztlicher Abhandlungen; 20).
- Die Bedeutung der chronischen Stuhlverstopfung im Kindesalter, Langensalza: Beyer, 1906 (Beiträge zur Kinderforschung und Heilerziehung ; 14).
- Muttersorgen und Mutterfreuden: Wie erhalten wir unsere kleinen Kinder gesund? Ratschläge für die junge Frau. München: Ärztl. Rundschau [1907].
- Die Behandlung der straffälligen Jugend, München: Gmelin 1908 (Der Arzt als Erzieher: Sammlung gemeinverständlicher ärztlicher Abhandlungen; 30).
- Der Selbstmord im kindlichen und jugendlichen Alter, Langensalza: Beyer, 1910 (Beiträge zur Kinderforschung und Heilerziehung; 70).
- Sorgen und Fragen in der Kinderpflege,
  - Teil 1, München: Verl. der Ärztlichen Rundschau Gmelin 1910.
  - Teil 2: Der Elternbriefe 1., 2. u. 3. Teil, München: Verl. der Ärztlichen Rundschau Gmelin 1913.
  - Teil 3: Ein Trostbüchlein für junge Mütter, München: Verl. der Ärztlichen Rundschau Gmelin 1913.
- Elternbriefe über Kinderpflege und Erziehung, München: Gmelin 1911.
- Das einzige Kind und seine Erziehung: ein ernstes Mahnwort an Eltern und Erzieher, 5. u. 6.,erw. Aufl., München: Gmelin 1914 (Der Arzt als Erzieher: Sammlung gemeinverständlicher ärztlicher Abhandlungen; 25).
- Des Säuglings Pflege und Ernährung (2. verm. u. verb. Aufl. d. 'Muttersorgen u. Mutterfreuden'), München: Gmelin [1919].
- In memoriam (Erinnerungsblätter an die gefallenen Offiziere der Regimenter 98, 130 u. 135), Mannheim: Vereinsdruckerei 1926.
- Die fünf Sorgenkinder, Langensalza 1933 (Friedrich Mann’s pädagogisches Magazin: Abhandlungen vom Gebiete d. Pädagogik, Psychologie, Philosophie u. Politik; 1365).

## Ehrungen
- Gedenktafel an Neters ehemaligem Praxisgebäude in Q 1,9
- Im Mannheimer Stadtteil Blumenau wurde eine Schule nach ihm benannt. Die Eugen-Neter-Schule ist ein sonderpädagogisches Bildungs- und Beratungszentrum mit dem Förderschwerpunkt geistige Entwicklung.